# Tramazolina
La tramazolina è un farmaco simpaticomimetico, agonista adrenergico, utilizzato come spray nasale decongestionante.

## Effetti collaterali
Fra gli effetti collaterali più frequenti: cefalea, ipertensione arteriosa, tachicardia, fotofobia.